# Máhkkavárrie naturreservat
Máhkkavárrie naturreservat är ett naturreservat i Arjeplogs kommun i Norrbottens län.
Området är naturskyddat sedan 2024 och är 1 669 hektar stort. Reservatet ligger väster om Mellanström och består mest av tallskog, med gran i de mer sumpiga delarna.